# Rudamina
Rudamina (ryska: Рудамина) är en ort i Litauen. Den ligger i den sydöstra delen av landet, 13 km söder om huvudstaden Vilnius. Rudamina ligger 164 meter över havet och antalet invånare är 4 355.
Terrängen runt Rudamina är platt. Runt Rudamina är det ganska glesbefolkat, med 43 invånare per kvadratkilometer. Närmaste större samhälle är Vilnius, 12,6 km norr om Rudamina. I omgivningarna runt Rudamina växer i huvudsak blandskog.